# Rosa californica
Espèce
Le rosier de Californie (Rosa californica) est une espèce de plantes à fleurs de la famille des Rosaceae. C'est un rosier classé dans la section des Cinnamomeae, originaire de l'ouest de l'Amérique du Nord (Oregon et Californie aux États-Unis, Nord du Mexique. Il pousse dans les zones relativement humides, souvent sur les rives des cours d'eau, jusqu'à une altitude de 1 600 mètres.
Il en existe de nombreuses variétés.
Synonyme : Rosa aldersonii Greene.

## Description
C'est un arbrisseau de 1 à 2,5 mètres de haut, fortement épineux dont les tiges dressées sont munies d'aiguillons robustes droits ou courbés. Il forme souvent des fourrés impénétrables.
Les feuilles imparipennées, comptent de 5 à 7 folioles elliptiques à bords dentés, plus ou moins couvertes de poils.
Les fleurs, de 4 à 5 cm de diamètre, sont roses et écloses de mai à octobre.
Elles donnent des fruits, des cynorrhodons ovoïdes ou globuleux portant les sépales persistants, de 1,5 cm de diamètre, de couleur rouge orangé à maturité.

## Culture et utilisation
La forme 'Plena' (Rosa californica forma plena Rehder) est cultivée pour ses fleurs mi-doubles, parfumées, d'une couleur entre le rose et le pourpre.